# Spoorlijn 49A
Spoorlijn 49A was een Belgische spoorlijn die spoorlijn 49 verbond met de Vesderstuwdam bij Eupen in de provincie Luik.

## Geschiedenis
Deze aansluiting was ten behoeve van het goederenvervoer van en naar de stuwdam van Eupen. In de jaren 60 is de spoorlijn gesloten en opgebroken. Op een gedeelte van het voormalige traject is een wandel/fietspad aangelegd.

## Aansluitingen
In de volgende plaats was er een aansluiting op de volgende spoorlijn:
Brussel-Noord
Spoorlijn 49 tussen Welkenraedt en Raeren